# プロピオニバクテリウム属
プロピオニバクテリウム属（ぷろぴおにばくてりうむぞく、Propionibacterium）あるいはプロピオン酸菌属は、グラム陽性、嫌気性で、放線菌門に分類される棒状の細菌の一属である。特殊なトランスカルボキシラーゼ酵素を用いてプロピオン酸を合成することからその名がつけられている。
この属の菌種は、主にヒトおよび他の動物に寄生する通性寄生生物および片利共生生物であり、汗腺、皮脂腺、および皮膚のその他の領域に住んでいる。それらの生息範囲は通常は偏在しており、ほとんどの人にとって害はないが、アクネ菌（Propionibacterium acnes。ただし現在はCutibacterium属に変更）は尋常性痤瘡（にきび）などの皮膚疾患に関連している。ある研究調査では、プロピオニバクテリウム属の菌種が最も一般的なヒト皮膚常在菌であると報告している。
プロピオニバクテリウム属の菌種は、ビタミンB12、テトラピロール化合物、プロピオン酸、プロバイオティクス商品およびチーズ産業の製造工程において広く使用されている。
プロピオニバクテリウム・フロイデンライシイ亜種シャーマニイ（Propionibacterium freudenreichii subsp. shermanii）は、チーズ製造においてチーズの「目」と呼ばれる独特の穴を形成するための二酸化炭素の気泡を発生させるために利用されている。

## 病理学
プロピオニバクテリウム属の菌種（Propionibacterium spp.）は時には感染症やそれに類する症状を引き起こすことがある共生細菌である。これらの症状の中で最も研究されているものはアクネ菌（Cutibacterium acnes、以前はPropionibacterium acnesとも）が関わっている尋常性ざ瘡（にきび）である。にきびは、皮脂分泌量の多い皮膚、主に顔や背や胸に見られる炎症性皮膚疾患の一つで、毛包に角質や皮脂が詰まったことによって引き起こされる皮疹である。しかしにきびは、感染症として定義することはできない。なぜなら、細菌は病変を引き起こすことなく大部分の人に発見されるためである。C. acnesは特定の好都合な条件下でのみ皮膚に定着する。ほとんどの場合、C. acnesはにきびの下に閉じ込められ、目視できない小さなにきびを形成して増殖しはじめる。その後、白にきびや黒ニキビといった構造を形成する。このようなにきびは破裂し、内包物を放出する。にきびの破裂の原因は、細菌による脂肪代謝の間接的な影響であると考えられてきた。しかし後に細菌は、皮膚が薄くなる菲薄化（ひはくか）に関与するプロテアーゼ、ヒアルロニダーゼ、ノイラミニダーゼなどの因子を産生することによって、にきびの破裂に直接的に関わっていることが分かってきた。C. acnesはさらに、炎症性サイトカイン誘発因子、走化性因子、などの免疫因子を産生し、宿主補体経路を誘導することができる。